# Ålgård/Figgjo
Ålgård/Figgjo ist ein Tettsted in den norwegischen Kommunen Gjesdal und Sandnes in der Provinz (Fylke) Rogaland. Er setzt sich aus den beiden Ortschaften Ålgård und Figgjo zusammen. Ålgård ist der Verwaltungssitz der Kommune Gjesdal. Der Ort hat 12.003 Einwohner (Stand: 1. Januar 2024).

## Geografie
Ålgård/Figgjo ist ein sogenannter Tettsted, also eine Ansiedlung, die für statistische Zwecke als eine städtische Siedlung gewertet wird. Der Tettsted verteilt sich über die zwei Kommunen Sandnes und Gjesdal und wuchs mit der Zeit aus den beiden Orten Ålgård und Figgjo zusammen. Figgjo macht den nordwestlichen, in Sandnes gelegenen und Ålgård den südöstlichen, in Gjesdal gelegenen Teil des Tettsteds Ålgård/Figgjo aus. Von den insgesamt 12.003 Einwohnern leben 9727 in Gjesdal und 2276 in Sandnes (Stand: 1. Januar 2024).
Durch Ålgård/Figgjo fließt in südöstlicher Richtung der Fluss Figgjo. Er mündet in den See Edlandsvatnet, an dessen Nordwestufer Ålgård liegt.

## Wirtschaft und Infrastruktur

### Verkehr
Durch Ålgård/Figgjo führt die Europastraße 39 (E39). Die E39 führt von Ålgård/Figgjo weiter in das rund elf Kilometer entfernt liegende Zentrum von Sandnes. Bei Ålgård mündet der Fylkesvei 450, der die beiden Fylker Agder und Rogaland miteinander verbindet, in die E39.

### Wirtschaft
Für die lokale Wirtschaft spielt die Industrie eine größere Rolle. Zu den bedeutendsten Industriezweigen gehören die Holzwarenherstellung sowie die Textil- und Kleidungsindustrie. In Figgjo hat der Porzellanproduzent Figgjo AS seinen Hauptsitz. Bei Ålgård/Figgjo liegt der Kongeparken, einer der größten Freizeitparks Norwegens.

## Persönlichkeiten
- Finn E. Kydland (* 1943), Ökonom
- Sissel Grude (* 1967), Fußballspielerin
- Åse Idland (* 1973), Biathletin
- Leo Moracchioli (* 1978), Rockmusiker und Produzent
- Stian Hoelgaard (* 1991), Skilangläufer
- Martin Nevland (* 2001), Biathlet